# Savignya parviflora
Savignya es un género monotípico de plantas fanerógamas perteneciente a la familia Brassicaceae. Su única especie: Savignya parviflora es originaria de  Oriente Medio  y Norte de África.

## Descripción
Es una planta anual, que alcanza un tamaño  de hasta 30 cm de altura, ramificado desde la base, con ramas ascendentes ± o extendidas, glabras por encima, por debajo ± viscosas con simples pelos glandulares cortos. Las hojas inferiores obovadas-oblongas, poco pecioladas, sinuoso-dentadas, carnosas, de 2-6 cm de largo, 1-2 cm de ancho, ápice obtuso; hojas superiores linear-oblongas, de 10-25 mm de largo, 1-4 mm de ancho, obtusas, sésiles, ± entero, carnosas. Las inflorescencias en racimos de 10-25 de flores, de hasta 15 cm de largo en el fruto. Flores de 5 mm de diámetro, de color blanquecino o rosado; pedicelo 8-12 mm de largo, filiforme, el aumento de hasta 20 mm en la fruta, a menudo reflexed o independiente. Sépalos 2,5-3 mm de largo, 1-1.5 mm de ancho. Pétalos de 4-4.5 mm de largo, 2-2.5 mm de ancho. Estambres c. 2.5: 3 mm de largo, anteras c. 0,5 mm de largo; Silicuas ampliamente elípticas, aplanada en el plano del tabique, 8-16 mm de largo, 4-8 mm de ancho, redondeado hacia ambos extremos, con 1.5 a 2.2 mm de largo estilo-como el pico hacia el ápice y menos de un estípite mm de largo (ginóforo) hacia la base; septum membranoso veteado; semillas usualmente  10 en cada lóculo, biseriadas, 2.5-3 mm (incluido el ala) de diámetro.

## Distribución y hábitat
Se encuentra en el Norte de África, Egipto, el Sinaí, Arabia. Kuwait, Baréin, Irak, Afganistán, Irán y Pakistán en lugares y zonas desérticas, crece en abundancia y dice que es un buen forraje para los camellos y cabras.

## Taxonomía
Savignya parviflora fue descrita por Philip Barker Webb y publicado en Fragmenta Florulae Aethiopico-aegyptiacae 14. 1854